# KDD – Kriminaldauerdienst/Episodenliste
Diese Episodenliste enthält alle Episoden der deutschen Krimiserie KDD – Kriminaldauerdienst, sortiert nach der Erstausstrahlung.
Die Fernsehserie umfasst 3 Staffeln mit 30 ausgestrahlten Episoden.

## Übersicht
| Staffel | Episodenanzahl | Erstausstrahlung | Erstausstrahlung |
| Staffel | Episodenanzahl | Staffelpremiere  | Staffelfinale    |
| ------- | -------------- | ---------------- | ---------------- |
| 1       | 12             | 2. Februar 2007  | 20. April 2007   |
| 2       | 10             | 2. Mai 2008      | 4. Juli 2008     |
| 3       | 8              | 12. Januar 2010  | 2. März 2010     |

## Staffel 1
| Nr. (ges.) | Nr. (St.) | Originaltitel         | Erstausstrahlung | Regie            | Drehbuch                     |
| ---------- | --------- | --------------------- | ---------------- | ---------------- | ---------------------------- |
| 1          | 1         | Auf schmalem Grat (1) | 2. Feb. 2007     | Matthias Glasner | Orkun Ertener                |
| 2          | 2         | Auf schmalem Grat (2) | 2. Feb. 2007     | Matthias Glasner | Orkun Ertener                |
| 3          | 3         | Unversöhnlich         | 9. Feb. 2007     | Matthias Glasner | Orkun Ertener                |
| 4          | 4         | Unter Druck           | 16. Feb. 2007    | Matthias Glasner | Orkun Ertener, Falco Löffler |
| 5          | 5         | Am Ende des Weges     | 23. Feb. 2007    | Lars Kraume      | Orkun Ertener                |
| 6          | 6         | Vertrauen             | 2. März 2007     | Lars Kraume      | Orkun Ertener                |
| 7          | 7         | Verwirrungen          | 9. März 2007     | Lars Kraume      | Orkun Ertener                |
| 8          | 8         | Enttäuschungen        | 16. März 2007    | Lars Kraume      | Orkun Ertener                |
| 9          | 9         | Rückkehr              | 23. März 2007    | Filippos Tsitos  | Orkun Ertener                |
| 10         | 10        | Veränderungen         | 30. März 2007    | Filippos Tsitos  | Matthias Glasner             |
| 11         | 11        | Verantwortung         | 13. Apr. 2007    | Filippos Tsitos  | Orkun Ertener                |
| 12         | 12        | Fragen der Ehre       | 20. Apr. 2007    | Filippos Tsitos  | Orkun Ertener                |

## Staffel 2
| Nr. (ges.) | Nr. (St.) | Originaltitel  | Erstausstrahlung | Regie             | Drehbuch                     |
| ---------- | --------- | -------------- | ---------------- | ----------------- | ---------------------------- |
| 13         | 1         | Am Abgrund (1) | 2. Mai 2008      | Edward Berger     | Oliver Hein                  |
| 14         | 2         | Am Abgrund (2) | 2. Mai 2008      | Edward Berger     | Oliver Hein                  |
| 15         | 3         | Schatten       | 9. Mai 2008      | Edward Berger     | Lars Kraume                  |
| 16         | 4         | Geständnisse   | 16. Mai 2008     | Edward Berger     | Lars Kraume                  |
| 17         | 5         | Im Zwielicht   | 23. Mai 2008     | Andreas Prochaska | Lars Kraume                  |
| 18         | 6         | Letzte Chance  | 30. Mai 2008     | Andreas Prochaska | Lars Kraume                  |
| 19         | 7         | Verloren       | 6. Juni 2008     | Andreas Prochaska | Orkun Ertener, Oliver Hein   |
| 20         | 8         | Aufbruch       | 13. Juni 2008    | Züli Aladag       | Orkun Ertener, Edward Berger |
| 21         | 9         | Scham          | 20. Juni 2008    | Züli Aladag       | Orkun Ertener                |
| 22         | 10        | Großer Tag     | 4. Juli 2008     | Züli Aladag       | Orkun Ertener                |

## Staffel 3
| Nr. (ges.) | Nr. (St.) | Originaltitel  | Erstausstrahlung | Regie             | Drehbuch      |
| ---------- | --------- | -------------- | ---------------- | ----------------- | ------------- |
| 23         | 1         | Chancen (1)    | 12. Jan. 2010    | Christian Zübert  | Orkun Ertener |
| 24         | 2         | Chancen (2)    | 19. Jan. 2010    | Christian Zübert  | Orkun Ertener |
| 25         | 3         | Überraschungen | 26. Jan. 2010    | Christian Zübert  | Orkun Ertener |
| 26         | 4         | Sicherheit     | 2. Feb. 2010     | Christian Zübert  | Orkun Ertener |
| 27         | 5         | Schlaflos      | 9. Feb. 2010     | Andreas Prochaska | Orkun Ertener |
| 28         | 6         | Schutz         | 16. Feb. 2010    | Andreas Prochaska | Orkun Ertener |
| 29         | 7         | Familie        | 23. Feb. 2010    | Andreas Prochaska | Orkun Ertener |
| 30         | 8         | Hoffnung       | 2. März 2010     | Andreas Prochaska | Orkun Ertener |